# Huisseau-sur-Mauves
 Huisseau-sur-Mauves  es una población y comuna francesa, situada en la región de Centro, departamento de Loiret, en el distrito de Orléans y cantón de Meung-sur-Loire.

## Demografía
| 891 | 827 | 960 | 1266 | 1669 | 1648 |
| Para los censos de 1962 a 1999 la población legal corresponde a la población sin duplicidades (Fuente: INSEE [Consultar]) |     |     |      |      |      |